# Ï̀
Ï̀ (minuscule : ï̀), appelé I tréma accent grave, est une lettre latine utilisée dans l’écriture du trique de Chicahuaxtla et dans les romanisation ISO 843 de l’alphabet grec.

## Utilisation
Dans la  romanisation ISO 843 de l’alphabet grec, ‹ Ï̀, ï̀ › translittère la lettre iota diérèse grave ‹ Ϊ̀, ῒ ›.

## Représentations informatiques
Le I tréma accent grave peut être représenté avec les caractères Unicode suivants : 
- composé et normalisé NFC (latin-1, diacritiques) :

| formes    | représentations | chaînes de caractères | points de code | descriptions                                             |
| --------- | --------------- | --------------------- | -------------- | -------------------------------------------------------- |
| capitale  | Ï̀               | Ï◌̀                    | U+00CF U+0300  | lettre majuscule latine i tréma diacritique accent grave |
| minuscule | ï̀               | ï◌̀                    | U+00EF U+0300  | lettre minuscule latine i tréma diacritique accent grave |

- décomposé et normalisé NFD (latin de base, diacritiques) :

| formes    | représentations | chaînes de caractères | points de code       | descriptions                                                         |
| --------- | --------------- | --------------------- | -------------------- | -------------------------------------------------------------------- |
| capitale  | Ï̀               | I◌̈◌̀                   | U+0049 U+0308 U+0300 | lettre majuscule latine i diacritique tréma diacritique accent grave |
| minuscule | ï̀               | i◌̈◌̀                   | U+0069 U+0308 U+0300 | lettre minuscule latine i diacritique tréma diacritique accent grave |